# كوكال بنفسجي
كوكال بنفسجي (الاسم العلمي: Centropus violaceus) (بالإنجليزية: Violaceous Coucal)‏ هو نوع من الطيور يتبع جنس الكوكال من فصيلة طيور الوقواق.